# Breviscelio arabicus
Breviscelio arabicus är en stekelart som beskrevs av Virgilio Caleca 1990. Breviscelio arabicus ingår i släktet Breviscelio och familjen Scelionidae. Inga underarter finns listade.